# Saint-Léger (Paso de Calais)
Saint-Léger es una comuna francesa situada en el departamento de Paso de Calais, en la región de Alta Francia.

## Demografía
| 445 | 447 | 422 | 413 | 392 | 393 | 473 | 495 |
| Para los censos de 1962 a 1999 la población legal corresponde a la población sin duplicidades (Fuente: INSEE [Consultar]) |     |     |     |     |     |     |     |